# Smokefall
Smokefall is het enige muziekalbum van Scythling. Scythling is een samenwerkingsverband tussen Aidan Baker en Josh Rothenberger. Het album begon als een jamsessie met deze twee heren in New York. Later werden er opnamen aan toegevoegd met meerdere musici. De muziek klinkt als zware ambient vermengd met gothic rock. Het album verscheen in twee versies, een compact disc en dubbelelpee.    

## Musici
- Aidan Baker – gitaar, drummachine
- Josh Rothenberger – gitaar, basgitaar

Met
- Rebecca Fasanello – zang (2)
- Michael Tamburo – dulcimer (2)
- Gerry Mak – zang (3)
- Leah Buckareff – basgitaar (3)
- Bryna Camphire – violet ray

## Muziek
| Nr. | Titel       | Duur  |
| --- | ----------- | ----- |
| 1.  | Crepuscular | 26:34 |
| 2.  | Smokefall   | 17:13 |
| 3.  | Gloaming    | 12:32 |